# Parochet

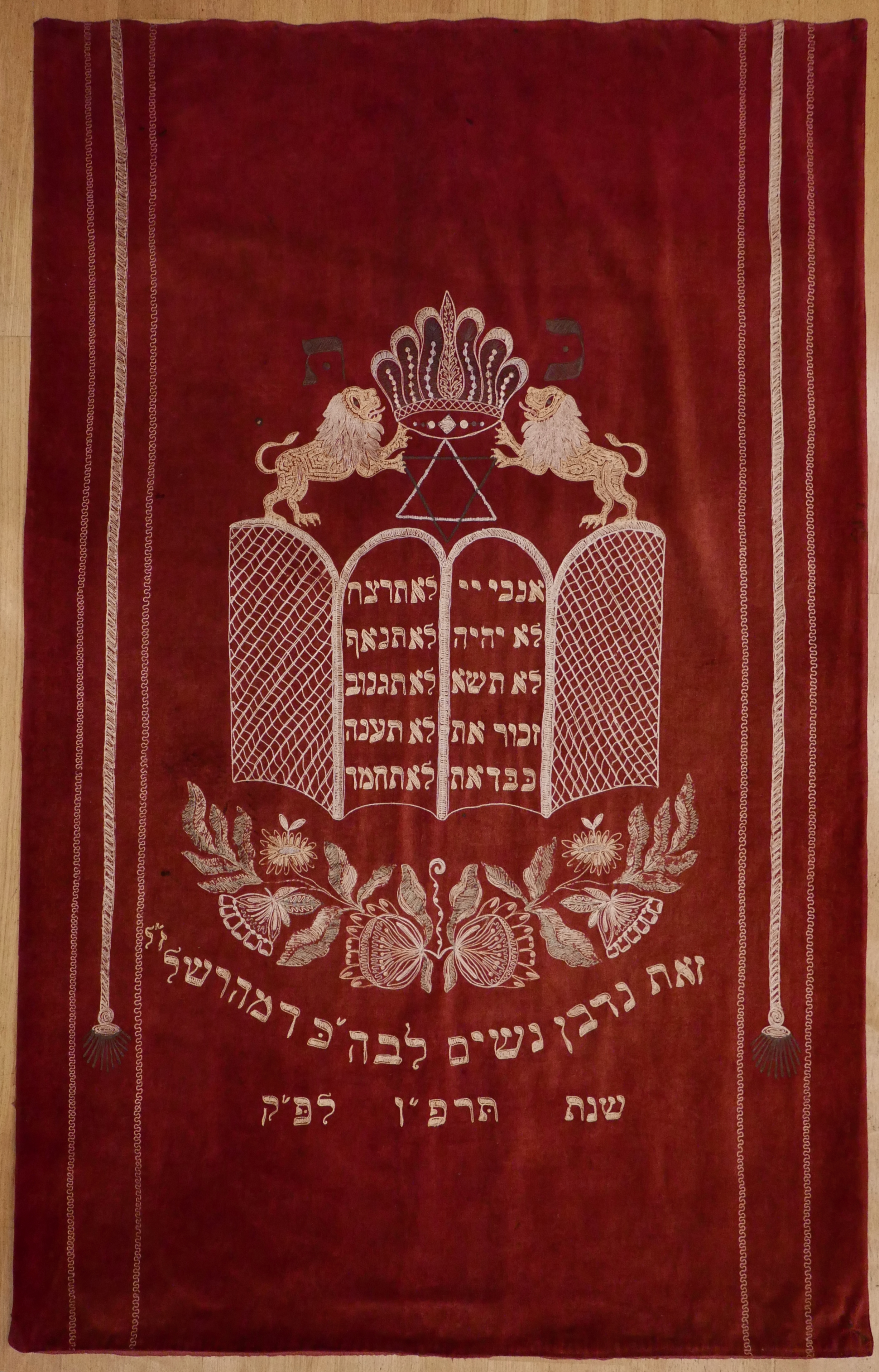
Parochet ze synagogy v Lublinu.

Parochet (hebrejsky פרוכת‎, doslova opona) je ornamentální závěs či opona, zakrývající svatostánek aron ha-kodeš v synagoze.
Svůj původ má parochet již ve stanu setkávání a v chrámové svatyni, kde opona oddělovala nejsvětější svatyni od svatyně. Parochet bývá většinou bohatě zdobený, častým tématem bývá vyobrazení koruny, která symbolizuje korunu Tóry (כתר תורה‎, Keter Tora) jakožto korunu nejvyššího vědění a vlády. V aškenázských synagogách je parochet vně vlastní schrány, v sefardských bývá uvnitř. Kromě parochetu bývá někdy součástí opony také kaporet, menší a mnohem kratší závěs, který je zavěšen před parochetem. Kaporet je rovněž zdoben, často výjevy symbolizujícími chrámovou bohoslužbu – menora, oltář, předkladné chleby, Áronův štít apod. Parochet se sundavá během půstu při svátku Tiš'a be-av, na znamení smutku nad zničením Chrámu.